# Cathal mac Muirgiussa
Cathal mac Muirgiussa (muerto en 839) fue un Rey de Connacht de la dinastía Uí Briúin dentro de los Connachta. Era hijo de Muirgius mac Tommaltaig (muerto en 815), un rey anterior. Pertenecía a la dinastía Síl Muiredaig de los Uí Briúin. Gobernó entre 833–839 sucediendo a su tío Diarmait mac Tommaltaig (muerto en 833).
Su reinado coincidido con la renovación de los ataques nórdicos y en 836 los Vikingos devastaron cruelmente todo Connacht entre el Shannon y la costa oeste. En 838 el hermano de Cathal, Máel Dúin, murió en una batalla contra los nórdicos.
En 837 el poderoso rey de Munster, Feidlimid mac Crimthainn (m. 847), asoló Uí Maine e invadió Connacht. No obstante, Cathal repelió la invasión en Mag nAi (una llanura en el centro de Roscommon).
La monarquía hereditaria que su padre había establecido virtualmente, se rompió a su muerte, pero fue restaurada cuando su sobrino Conchobar mac Taidg Mór (m. 882) fue coronado en 855.